# Gradišče (gmina Slovenj Gradec)
Gradišče – wieś w Słowenii, w gminie miejskiej Slovenj Gradec. W 2018 roku liczyła 306 mieszkańców. 